# 아시아드대로
아시아드대로는 부산광역시 연제구 거제동 현대아파트앞 교차로와 동래구 온천동 미남 교차로를 잇는 부산광역시의 도로이다. 2002년 아시안 게임이 부산에서 열리게 되자 이를 위해 건설한 아시아드 경기장 앞을 지나기 때문에 이러한 명칭이 붙었다. 전 구간 부산광역시도 제7102호선으로 지정되어 있다.

## 연혁
- 2009년 7월 8일 : 2개 이상 구·군에 걸쳐 있는 도로로 아시아드대로를 고시[1]
- 2012년 11월 28일 : 노선 번호를 부산광역시도 제6605호선에서 부산광역시도 제7102호선으로 변경[2]

## 주요 경유지
부산광역시
- 연제구 - 동래구

## 노선
| 이름                      | 접속 노선 | 소재지     | 소재지 | 비고   |
| ------------------------- | --- | ---------- | ------ | ------ |
| 현대아파트앞 교차로       | 국도 제7호선 부산광역시도 제71호선 (거제대로)                                                                                               | 부산광역시 | 연제구 | 시점   |
| 동래건널목                | | 부산광역시 | 연제구 | 철거됨 |
| 거성사거리 (종합운동장역) | 부산광역시도 제36호선 (월드컵대로) | 부산광역시 | 연제구 |        |
| (이름 없음)               | 법원북로 | 부산광역시 | 연제구 |        |
| 종합운동장 교차로         | 부산광역시도 제6104호선 (여고로) | 부산광역시 | 동래구 |        |
| 국민건강공단 부산동래지사 | 사직로 | 부산광역시 | 동래구 |        |
| 사직역                    | | 부산광역시 | 동래구 |        |
| 사직삼거리                | 석사로 아시아드대로181번길 | 부산광역시 | 동래구 |        |
| 금강초등학교앞 교차로     | 여고북로 아시아드대로195번길 | 부산광역시 | 동래구 |        |
| 미남역                    | 석사북로 아시아드대로246번길 | 부산광역시 | 동래구 |        |
| 미남 교차로               | 국도 제14호선 부산광역시도 제40호선 부산광역시도 제66호선 (충렬대로) 부산광역시도 제7102호선 (우장춘로) 미남로 충렬대로75번길 우장춘로4번길 | 부산광역시 | 동래구 | 종점   |
| 우장춘로와 직결           | |            |        |        |

## 주요 건물 및 시설
- 종합운동장역 (부산광역시 연제구 아시아드대로 지하73)
- 국민건강공단 부산동래지사 (부산광역시 동래구 아시아드대로 141)
- 부산사직동우체국 (부산광역시 동래구 아시아드대로 154)
- 사직1치안센터 (부산광역시 동래구 아시아드대로 181)
- 탑마트 온천점 (부산광역시 동래구 아시아드대로 215)
- 미남역 (부산광역시 동래구 아시아드대로 지하232)